# Лауро Жуниор Батиста да Крус
Лауро Жуниор Батиста да Крус (порт.-браз. Lauro Júnior Batista da Cruz; 3 сентября 1980, Андрадина, Сан-Паулу), более известный как просто Лауро (порт. Lauro) — бразильский футболист, вратарь клуба «Сеара».

## Биография
Лауро начал карьеру в клубе «Понте-Прета». Примечательно, что в составе родного клуба вратарь отметился забитым мячом в ворота соперника 3 августа 2003 года.
В 2006—2008 гг. был игроком «Крузейро», но не являлся основным вратарём клуба, некоторое время Лауро даже провёл в аренде в клубе низшего дивизиона «Сертанзиньо».
Во второй половине 2008 года «Интернасьонал» приобрёл Лауро в качестве замены ушедшему в «Валенсию» Ренану. На удивление футбольной общественности Бразилии Лауро довольно быстро стал основным вратарём «Колорадос», вытеснив из основы 40-летнего ветерана команды Клемера. Именно Лауро стал «титуларом» команды, выигравшей Южноамериканский кубок 2008.
20 мая 2009 года закончилась сухая серия Лауро в матчах за «Интер», составившая 639 минут без пропущенных голов. Это третий показатель за всю историю «Интернасьонала». Рекорд принадлежит Ренану (795 минут в чемпионате Бразилии 2006), на втором месте — Клаудио Таффарел (701 минута в чемпионате Бразилии 1987). Серия включила 5 матчей выигранной «Интером» Лиги Гаушу 2009 (начиная с 20 минуты игры «Интер» — СЭР Кашиас — 8:1, 19 апреля) и 3 матча чемпионата Бразилии 2009 (последний матч — «Фламенго» — «Интер» — 1:2; «Фламенго» забил на 29 минуте встречи). За отчётный период «Интер» всё же пропустил 1 гол 2 мая, но это случилось в матче против «Фигейренсе» (победа 3:1), когда ворота «Красных» защищал резервный вратарь Мишел Алвес.

## Достижения
- Кубок Либертадорес (1): 2010
- Чемпион штата Риу-Гранди-ду-Сул (2): 2009, 2011
- Чемпион штата Минас-Жерайс (1): 2006
- Обладатель Южноамериканского кубка (1): 2008